# Johann Gottfried Ignaz von Wolfskeel

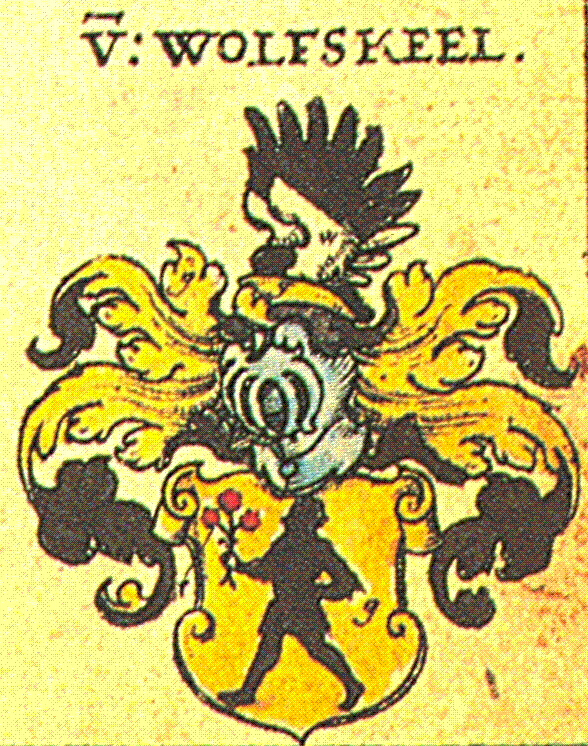
Wappen der Familie von Wolfskeel nach Siebmachers Wappenbuch

Freiherr Johann Gottfried Ignaz Wolfskeel von Reichenberg zu Rottenbauer (* 26. Mai 1693; † 15. April 1779) war Würzburger Domherr, hochfürstlich würzburgischer Hofkammer- und Hofkriegsratspräsident.

## Leben
Freiherr Johann Gottfried Ignaz Wolfskeel von Reichenberg zu Rottenbauer war seit dem 27. Juni 1702 Domizellar des Würzburger Domkapitels und wurde am 27. März 1723 zum Subdiakon geweiht. Seit dem 16. November 1724 Mitglied des Würzburger Domkapitels, wurde er nur einen Monat später (25. Dezember 1724) vom Fürstbischof zu einem der beiden Präsidenten der Weltlichen Regierung ernannt. 1728 kam das Präsidentenamt des Konsistoriums bzw. der Geistlichen Regierung hinzu.
Am 31. Mai 1756 wurde er zum Propst des Kollegiatstifts Neumünster und am 1. April 1757 zum Propst des Kollegialstiftes Haug gewählt. 1758 wurde Freiherr Johann Gottfried Ignaz Wolfskeel zum Präsidenten der Hofkammer und des Hofkriegsrates ernannt.
Er starb am 15. April 1779 als Senior des Domkapitels.